# 関口大輔 (お笑い芸人)
関口 大輔（せきぐち だいすけ、1982年10月11日（42歳） - ）は、日本の元お笑い芸人。東京都荒川区出身。足立学園高等学校卒業。既婚。

## 略歴
- 2002年、10歳年上の相方・矢野周平と「クロスパンチ」を結成。主にボケとして活動した。2006年を以て、矢野が芸人を廃業したため、ピン芸人に転向する。
- 2007年4月、ニュースタッフエージェンシー所属のメンズカズト（旧名：吉田 一人、過去に「フィットネス」というコンビを組んでいた）とコンビ「マシンガンワルツ」を結成。後に「マッドドックス」と改名。
- 2008年10月にブログ上で結婚を発表。
- 2009年12月21日 公式ブログでマッドドックス解散および芸人の廃業を発表。

## 人物
- 金髪に口ひげ、朱色のツナギが特徴。
- 実家は東京都山谷で牛丼専門店を営んでいる。

## 交流関係
- 元ポテンヒット・園田（引退）や、パッチワーク・堀内、ドラマチック貞（元ピン芸人。2006年M-1グランプリにて、関口とユニット「突撃フィーバーズ」を結成し2回戦まで進出。現在はコンビ「スーパースター」を結成）、きくりん、現相方の吉田らを始めかなりの数の芸人と交流がある。
- クロスパンチ時代の相方である矢野とは、住んでいる場所が離れているため逢うことはないものの、電話番号は交換していることを本人が公言しているので、恐らく交流は続いていると思われる。
- 伊集院光の草野球チーム「ビッグ・アスホールズ」に所属していた。ポジションは主に外野手。